# 七贤街道
七贤街道，是中华人民共和国山東省济南市市中区下辖的一个乡镇级行政单位。

## 行政区划
七贤街道下辖以下地区：
前龙窝居社区、后龙窝社区、井家沟社区、杨庄社区、文庄社区、七贤庄社区、双龙庄社区和九曲庄社区。